# 干福熹
干福熹（1933年1月3日—），浙江杭州人，中国光学材料、非晶态物理学家，中国科学院院士，上海光学精密机械研究所研究员，复旦大学信息学院教授，博士生导师。

## 生平
1933年出生于浙江杭州，1952年毕业于浙江大学工学院化学工程学系，1959年获前苏联科学院硅酸盐化学研究所副博士学位。1980年当选为中国科学院院士。1986年6月，中国科学技术协会第三次全国代表大会在北京召开，选举产生第三届全国委员会。6月28日，第三届全国委员会第一次会议召开，推举其担任常务委员。1995年5月，中国科学技术协会第四次代表大会召开，并选举产生第四届全国委员会。5月27日，第四届全国委员会第一次会议召开，其被选为常务委员。2001年6月，中国科学技术协会第六次全国代表大会召开，并选举其出任第六届全国委员会荣誉委员。